# Canton de Bourg-en-Bresse-Sud
Le canton de Bourg-en-Bresse-Sud est une ancienne division administrative française, située dans le département de l'Ain en région Auvergne-Rhône-Alpes.

## Histoire

Localisation du canton dans l'Ain avant 2015.

Le canton est créé par le décret du 25 janvier 1982, formé d'une fraction de la commune de Bourg-en-Bresse et de la commune de Saint-Denis-lès-Bourg, laquelle est rattachée au canton de Viriat en décembre 1984.
Par le décret du 13 février 2014, le canton est supprimé à compter des élections départementales de mars 2015, en application de la loi du 17 mai 2013 prévoyant le redécoupage des cantons français.

## Administration

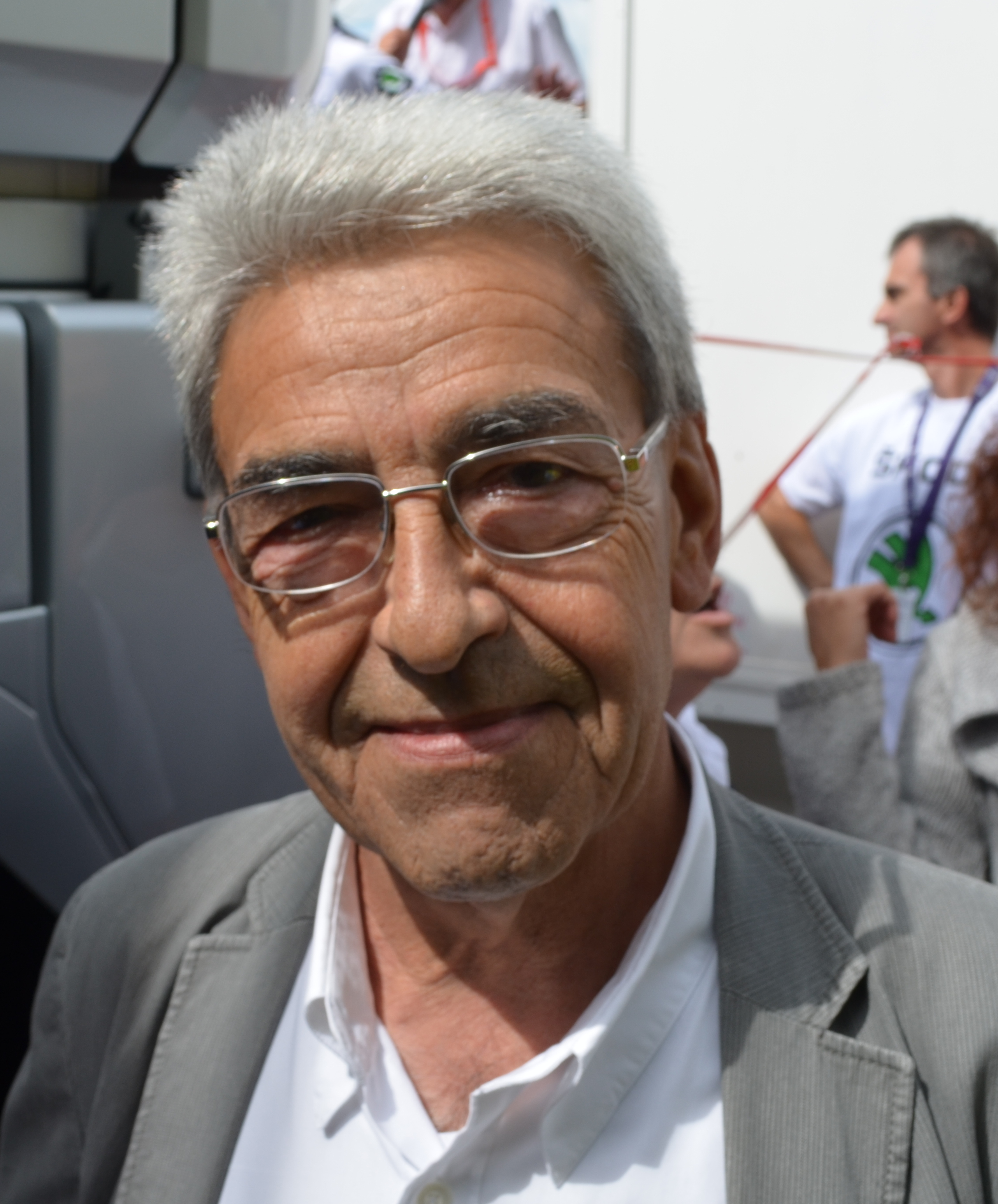
Jean-Paul Rodet en 2014.

| Période      | Période      | Identité        | Étiquette | Qualité |
| ------------ | ------------ | --------------- | --------- | --- |
| mars 1982    | octobre 1988 | Christian Diehl | RPR       | Conseiller municipal de Bourg-en-Bresse |
| octobre 1988 | 2015         | Jean-Paul Rodet | PS        | Adjoint au maire (1983-1989) et (1995-2001) puis conseiller municipal de Bourg-en-Bresse (2001-2014) Premier vice-président du Conseil général (2008-2015) |

## Composition
Le canton de Bourg-en-Bresse-Sud comprenait une fraction de la commune de Bourg-en-Bresse. Il comptait 15 302 habitants (population municipale) au 1er janvier 2012.
| Nom                         | Code Insee | Intercommunalité                | Population (dernière pop. légale)               |
| --------------------------- | ---------- | ------------------------------- | ----------------------------------------------- |
| Bourg-en-Bresse (chef-lieu) | 01053      | CA du Bassin de Bourg-en-Bresse | Fraction : 15 302(2012) Commune : 40 967 (2014) |

## Démographie
| 1982 | 1990   | 1999   | 2006   | 2011   | 2012   |
| ---- | ------ | ------ | ------ | ------ | ------ |
| -    | 12 209 | 14 616 | 14 689 | 15 012 | 15 302 |